# Saison 18 de Julie Lescaut

Cet article présente le guide des épisodes de la saison 18 de la série télévisée Julie Lescaut. Diffusée entre le 8 janvier et le 12 novembre 2009 sur TF1, elle a réuni en moyenne 7 275 000 téléspectateurs[réf. nécessaire].

## Épisode 81:Fragiles
- Avec: Julie Duclos :  Roxane Dupuy, Jean-Pierre Sanchez : Kevin Valon, Cédric Lepers : David Farda, Sodadeth San : Lieutenant Stagiaire Kim Samay.